# Taylor Ellis-Watson
Taylor Ellis-Watson (ur. 6 maja 1993 w Filadelfii) – amerykańska lekkoatletka specjalizująca się w biegach sprinterskich.
W 2014 zdobyła złoty (w sztafecie 4 × 400 metrów) oraz srebrny (w biegu na 400 metrów) medal młodzieżowych mistrzostw NACAC. W 2016 weszła w skład amerykańskiej sztafety, która zdobyła w Rio de Janeiro olimpijskie złoto.
Medalistka mistrzostw NCAA.

## Osiągnięcia
| Rok  | Impreza                       | Miejsce        | Konkurencja             | Lokata     | Wynik           |
| ---- | ----------------------------- | -------------- | ----------------------- | ---------- | --------------- |
| 2014 | Młodzieżowe mistrzostwa NACAC | Kamloops       | bieg na 400 metrów      | 2. miejsce | 52,05           |
| 2014 | Młodzieżowe mistrzostwa NACAC | Kamloops       | sztafeta 4 × 400 metrów | 1. miejsce | 3:35,79         |
| 2016 | Igrzyska olimpijskie          | Rio de Janeiro | sztafeta 4 × 400 metrów | 1. miejsce | 3:19,06 (elim.) |

## Rekordy życiowe
- Bieg na 200 metrów – 22,48 (2016)
- Bieg na 400 metrów (stadion) – 50,78 (2016)
- Bieg na 400 metrów (hala) – 51,51 (2016)